# Lee Konitz with Warne Marsh
Lee Konitz with Warne Marsh est un album enregistré en 1955 par les saxophonistes américains Lee Konitz et Warne Marsh, qui est considéré comme un classique du cool jazz,.
L'album fait partie, avec Inside Hi-Fi et The Real Lee Konitz, d'une série de disques enregistrés pour le label Atlantic Records, après l'apparition de Konitz sur l'album live Lennie Tristano sur ce même label en 1955.
The Penguin Guide to Jazz reprend cet album dans sa « Core Collection List » depuis sa 9e édition, celle de 2008.
Le magazine Billboard souligne la superbe musicalité moderne des deux saxophonistes, The Guardian met en avant leur ingéniosité mélodique éblouissante et la BBC Music en apprécie l'« improvisation gracieuse et intelligente qui balance ».

## Historique

### Contexte

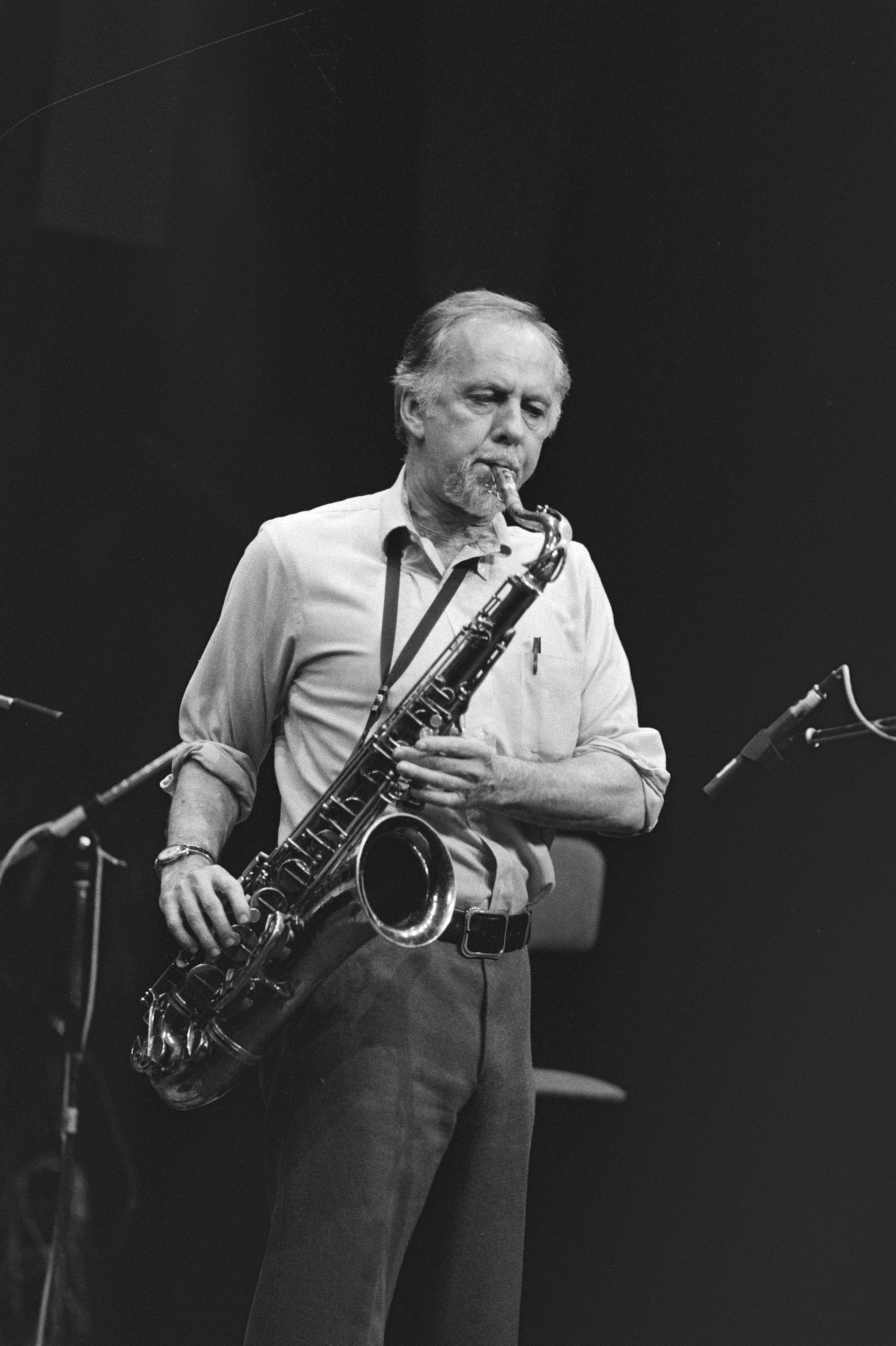
Warne Marsh, en 1982.

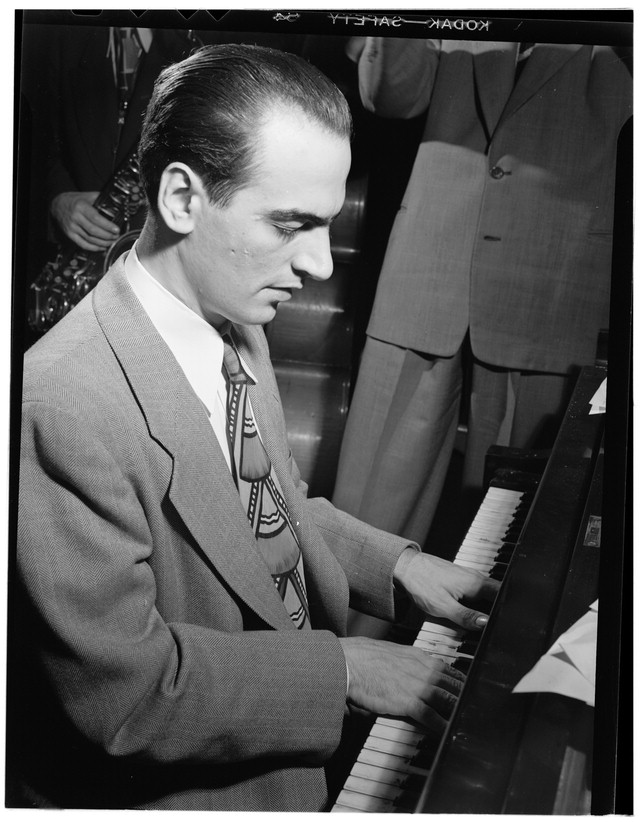
Le pianiste Lennie Tristano, en 1947.

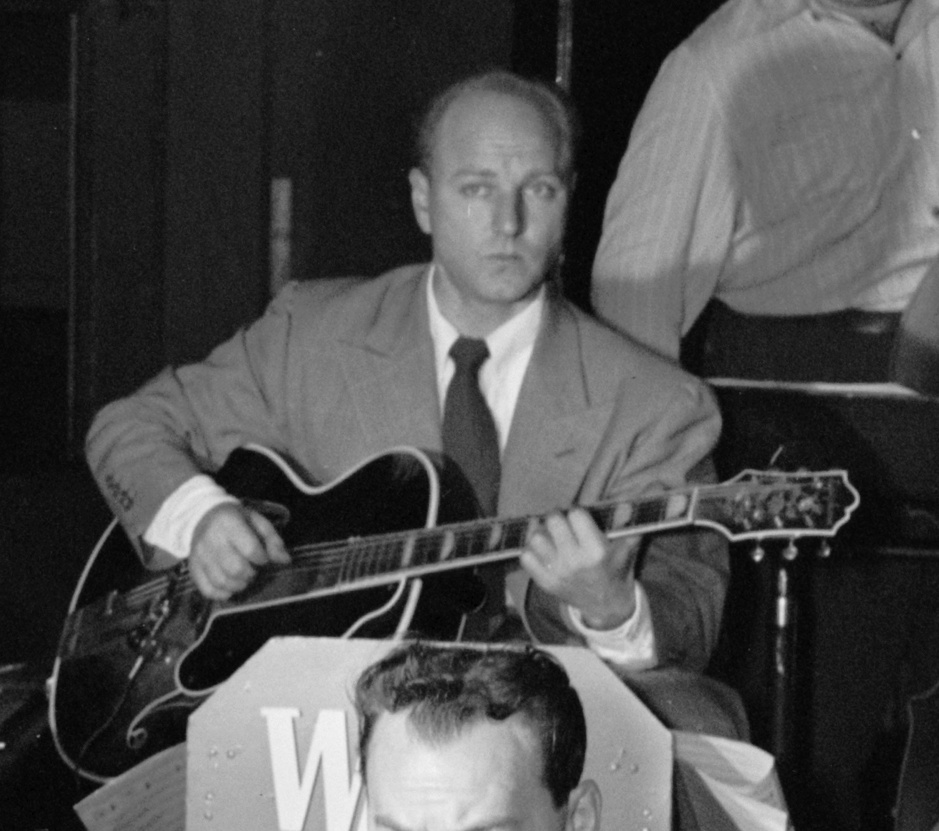
Le guitariste Billy Bauer, en 1946.

Warne Marsh joue avec le groupe de Hoagy Carmichael en 1944-1945 avant son service militaire. 
Il fait ensuite une tournée avec Buddy Rich en 1948 et s'installe à New York, où il joue avec le sextet de Lennie Tristano de 1949 à 1952.
En 1952, 1953 et 1954, Warne Marsh s'enferme dans une sorte de retraite, à l'instar de son mentor Lennie Tristano. La presse parle peu de lui, donnant plus de place à d'autres élèves de Tristano comme Lloyd Lifton, Bill Russo et Ronnie Ball. À la fin de l'année 1954, Marsh plonge dans les classements, se plaçant en quatorzième position seulement du sondage du magazine de jazz DownBeat et n'apparaissant même plus dans celui du Metronome magazine. En mars 1955, un lecteur du Metronome demande Où est  Warne Marsh ?, ne recevant même pas de réponse du journal.
Mais le 14 juin 1955, grâce à Lee Konitz, Marsh met fin à ce long silence, réalisant son album le plus important depuis 1949, et l'un des plus importants de sa carrière.

### Enregistrement et production
Le disque, produit par Nesuhi Ertegün, est enregistré le 14 juin 1955 à New York par Tom Dowd,,.
Sur cet album, Lee Konitz et Warne Marsh sont secondés par Billy Bauer à la guitare, Sal Mosca et Ronnie Ball au piano, Oscar Pettiford à la contrebasse et Kenny Clarke à la batterie,.

### Publication
L'album est publié en 1955 sous forme de disque vinyle long playing (LP) sur le label Atlantic Records sous la référence Atlantic 1217.
William Claxton est l'auteur de la photographie qui illustre la pochette de l'album, et représente les deux saxophonistes riant au pied d'un arbre.
La notice originale du LP (original liner notes) est de la main de Barry Ulanov, journaliste au magazine musical Down Beat et auteur d'une histoire du jazz en Amérique.

### Rééditions
L'album est réédité à plusieurs reprises en disque vinyle LP de 1967 à 2019 par les labels Atlantic, London Records, WaxTime, Music, Versailles, Hi Horse Records et Speakers Corner,. 
À partir de 1988, Lee Konitz with Warne Marsh est publié en CD à plus de 10 reprises par les labels Atlantic, EastWest Japan, Koch Jazz, Poll Winners Records, Rhino Records, Jazz & Τζαζ et WEA,.

## Accueil critique
Le 17 décembre 1955, soit peu après la sortie du LP, le magazine Billboard écrit : « Cet album est remarquable non seulement pour la superbe musicalité moderne de Konitz au saxophone alto et Marsh au saxophone tenor, mais aussi pour l'utilisation réussie de sources jazz anciennes et nouvelles. Billy Bauer à la guitare, Kenny Clarke à la batterie et Sal Mosca au piano méritent aussi des éloges ».
Deux ans plus tard, en 1957, Barry Ulanov évoque « un duo émouvant de deux amis de longue date et d'associés musicaux proches, avec une superbe section rythmique pour soutenir les saxophonistes »
Le site AllMusic attribue 4 étoiles à Lee Konitz with Warne Marsh. Le critique musical Scott Yanow souligne que « Le saxophoniste alto Lee Konitz et le saxophoniste ténor Warne Marsh ont toujours formé une équipe parfaite. Même au milieu des années 1950, alors qu'ils n'étaient plus autant influencés par Lennie Tristano qu'auparavant (en particulier Konitz), leurs longues lignes mélodiques et leurs sonorités inhabituelles les ont fait sortir du lot. Sur ce nouvel album, Konitz et Marsh dirigent un groupe particulièrement fort qui comprend le pianiste Sal Mosca, le guitariste Billy Bauer, le bassiste Oscar Pettiford et le batteur Kenny Clarke. Ce disque vaut la peine d'être recherché, comme toutes les collaborations entre Konitz et Marsh ».
John Fordham, du Guardian, attribue 4 étoiles à l'album, en précisant que « Si ces deux saxophonistes jouent avec un style peu démonstratif et presque froid, leur ingéniosité mélodique est éblouissante - une démonstration de créativité dans les limites strictes des formes d'accords qui rivalisent presque avec celle de Charlie Parker. La fragilité de Marsh, sa sonorité plaintive et ses constructions apparemment méthodiques dissimulent une chaleur et une intelligence énergique. Elles s'inscrivent parfaitement dans l'approche plus fantaisiste de Konitz et ses affinités plus étroites avec le bop Parkérien. Le bonus est la section rythmique bebop cinq étoiles du bassiste Oscar Pettiford et du batteur Kenny Clarke. Des classiques discrets et intemporels. ».
Pour Peter Marsh, de BBC Music, « Les deux saxophonistes ont côtoyé Lennie Tristano avant de s'associer inextricablement à l'école cool et, à ce titre, ils ont souvent été critiqués comme étant trop cérébraux ou, pire encore, sans swing (un crime odieux aux yeux de la police jazz). Ce n'est pas le cas ici, car le support vient de la section rythmique bop classique de Kenny Clarke à la batterie et d'Oscar Pettiford à la basse. En effet, dès l'ouverture, Clarke et Pettiford affichent une propulsion urgente et chaude qu'ils maintiennent tout au long de la séance. Sal Mosca au piano et le guitariste Billy Bauer (associé de longue date à Konitz/Marsh) offrent un contrepoint subtil, parfois oblique, mais c'est le spectacle de Konitz et Marsh ». Il souligne que « Les deux saxophonistes avaient à cette époque développé un vocabulaire très personnel ; Konitz avait réussi à éviter l'influence de Charlie Parker, et Marsh avait également développé une voix distinctive qui devait peu à la tradition ténor dominante (sauf peut-être au défunt Lester Young). De plus, ils avaient établi un rapport presque télépathique : en solo ensemble (comme sur I Can't Get Started), il devient vite impossible de savoir qui est qui quand leurs lignes se recourbent et se replient les unes sur les autres ». Et de conclure « Une improvisation gracieuse et intelligente qui balance - que demander de plus ? Fortement recommandé ».
Pour Safford Chamberlain, auteur d'un livre sur Warne Marsh, « cet album est largement considéré comme un classique du cool jazz » et  « Aussi impressionnants que soient les solos, le côté le plus saisissant de l'album est peut-être l'improvisation de Marsh et Konitz. Le rapport entre les deux est presque magique ».
Andy Hamilton, auteur d'un recueil de conversations avec Lee Konitz, estime que « Sur des enregistrements classiques comme Lee Konitz with Warne Marsh et Live at the Half Note (1959), les deux saxophonistes ont porté l'art du contrepoint, négligé dans le jazz à l'époque du bebop, à un nouveau niveau. Leurs lignes à l'unison étaient d'une précision à couper le souffle, même par rapport à des modèles comme Parker et Gillespie ».
L'auteur italien Arrigo Arrigoni s'intéresse tout particulièrement au morceau Two Not One composé par Lennie Tristano : « Malgré l'absence de Tristano, l'interprétation de Two Not One par Konitz et Marsh sur ce disque est l'un des enregistrements les plus convaincants du cool jazz. Dans le contexte des improvisations, il faut souligner l'attraction mutuelle des deux saxophones, une forme de discipline typique de Tristano qui conduit les deux voix à se ressembler et finalement à s'identifier (...) L'effet initial et désorientant suit ici l'admiration pour la fongibilité des deux voix et l'extension des registres (...) Un style composite est né qui suppose une parfaite compréhension entre Marsh et Konitz, une forte identité pour résister à l'influence de Tristano ».
Pour Andrew Hovan, sur All About Jazz, l'album « est une réalisation suprême qui a trop longtemps disparu du catalogue de l'Atlantique. Il suffit de dire que celui-ci vaut son prixet qu'il associe avec succès deux des plus grands mélodistes de la musique ».

## Liste des morceaux
Le disque comprend une reprise d'un morceau de Lennie Tristano, le maître à penser de Konitz et Marsh, ainsi que trois compositions originales des membres du groupe : Don't Squawk d'Oscar Pettiford, Ronnie's Line de Ronnie Ball et Background Music de Warne Marsh, qui conclut l'album.
| 1.    | Topsy                           | Edgar Battle, Eddie Durham | 5:29 |
| 2.    | There Will Never Be Another You | Harry Warren, Gordon       | 4:49 |
| 3.    | I Can't Get Started             | Vernon Duke, Gershwin      | 3:58 |
| 4.    | Donna Lee                       | Charlie Parker             | 6:17 |
| 5.    | Two Not One                     | Lennie Tristano            | 5:35 |
| 6.    | Don't Squawk                    | Oscar Pettiford            | 7:20 |
| 7.    | Ronnie's Line                   | Ronnie Ball                | 3:10 |
| 8.    | Background Music                | Warne Marsh                | 5:45 |
| 42:23 |                                 |                            |      |

## Musiciens
- Lee Konitz : saxophone alto
- Warne Marsh : saxophone ténor
- Sal Mosca : piano (morceaux 2, 4, 5, 6, 8)[8]
- Ronnie Ball : piano (morceau 7)[8]
- Billy Bauer : guitare
- Oscar Pettiford : contrebasse
- Kenny Clarke : batterie